# Derechos humanos en Arabia Saudita

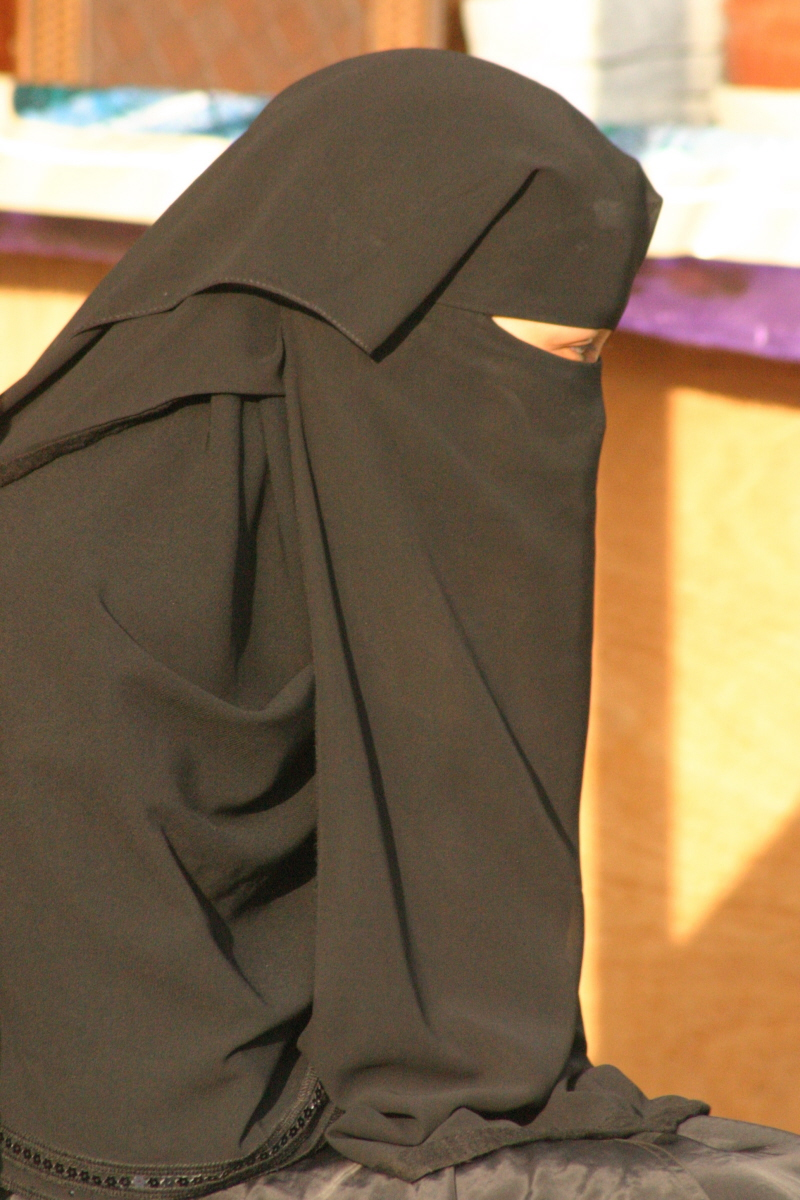
Joven saudí vistiendo el niqab

Los derechos humanos en Arabia Saudita son un tema de preocupación y controversia. El gobierno saudí, que impone la obediencia de la ley islámica a musulmanes y no musulmanes bajo el dominio absoluto de la Casa de Saud, ha sido acusado y denunciado por diversas organizaciones internacionales y gobiernos por violar los derechos humanos en el país. El régimen autoritario que gobierna el Reino de Arabia Saudí figura sistemáticamente entre "lo peor de lo peor" en la encuesta anual de Freedom House sobre derechos políticos y civiles. El 28 de diciembre de 2020, el Tribunal Penal de Riad condenó a una destacada activista saudí por los derechos de las mujeres a casi dos años de prisión, lo que atrajo de nuevo la atención sobre los abusos contra los derechos humanos en el reino. Qorvis MSLGroup, filial estadounidense de la empresa de relaciones públicas Publicis Groupe, lleva más de una década trabajando con el gobierno de Arabia Saudita en medio de sus ejecuciones de manifestantes y opositores políticos para blanquear su historial de abusos contra los derechos humanos.

## Tortura
La tortura y el maltrato de personas detenidas son hechos comunes, extendidos y generalmente cometidos con impunidad. Según lo informado, la metodología incluye golpes, suspensión por las extremidades y privación del sueño. Según informes, entre las personas sometidas a maltrato se incluyen manifestantes que fueron mantenidos incomunicados durante días o aún semanas, sin que se hubieran formulado cargos en su contra ni fueran sometidos a juicio.
Las fuerzas policiales y las autoridades de inmigración de Arabia Saudita rutinariamente cometen abusos contra personas demoradas o detenidas, especialmente trabajadores de los países del tercer mundo.

## Castigos corporales
Arabia Saudita es uno de aproximadamente treinta países en el mundo que incluye el castigo físico entre sus penalidades legales.
Algunos crímenes menores como el “desvío sexual” o la embriaguez son castigados con azotes. En los 2000, se informó sobre mujeres sentenciadas a ser azotadas por causa de adulterio; realmente, las mujeres eran víctimas de violación, pero como no podían probar quienes eran los abusadores, fueron consideradas culpables de cometer adulterio. El número de azotes no está claramente determinado por la ley y varía de acuerdo al criterio de los jueces, oscilando entre decenas de latigazos a varios cientos, generalmente aplicados en un periodo de semanas o meses. En el 2004, el Comité contra la Tortura de Naciones Unidas criticó a Arabia Saudita por las penas corporales llevadas a cabo bajo la Sharia. Los miembros de la delegación saudí respondieron defendiendo sus “tradiciones legales”, mantenidas desde el inicio del Islam, hace 1400 años y rechazaron la interferencia en su sistema jurídico.
Las cortes continúan imponiendo sentencias de azotes como castigo principal o adicional para muchos delitos. Al menos cinco acusados fueron condenados a penas que oscilaban entre 1.000 y 2.500 latigazos. El castigo tuvo lugar en cárceles.
En el año 2012, el bloguero saudí Raif Badawi fue acusado de apostasía, delito castigado con la pena capital. Luego de varias revisiones, finalmente en el año 2014 la sentencia se fijó en 1000 latigazos y 10 años de prisión. El castigo se aplicaría a lo largo de 20 semanas. La primera serie (50) fue aplicada el 9 de enero de 2015, pero la segunda serie fue aplazada por motivos de problemas médicos. Este caso fue internacionalmente condenado y puso un considerable grado de presión sobre el sistema legal saudí.
En su Informe 2014/2015, Amnistía Internacional dio a conocer los casos del defensor de derechos humanos Mikhlif bin Daham al Shammari y de la trabajadora doméstica filipina Ruth Cosrojas, sobre los cuales también se aplicaron penas de flagelación.

## Pena de muerte

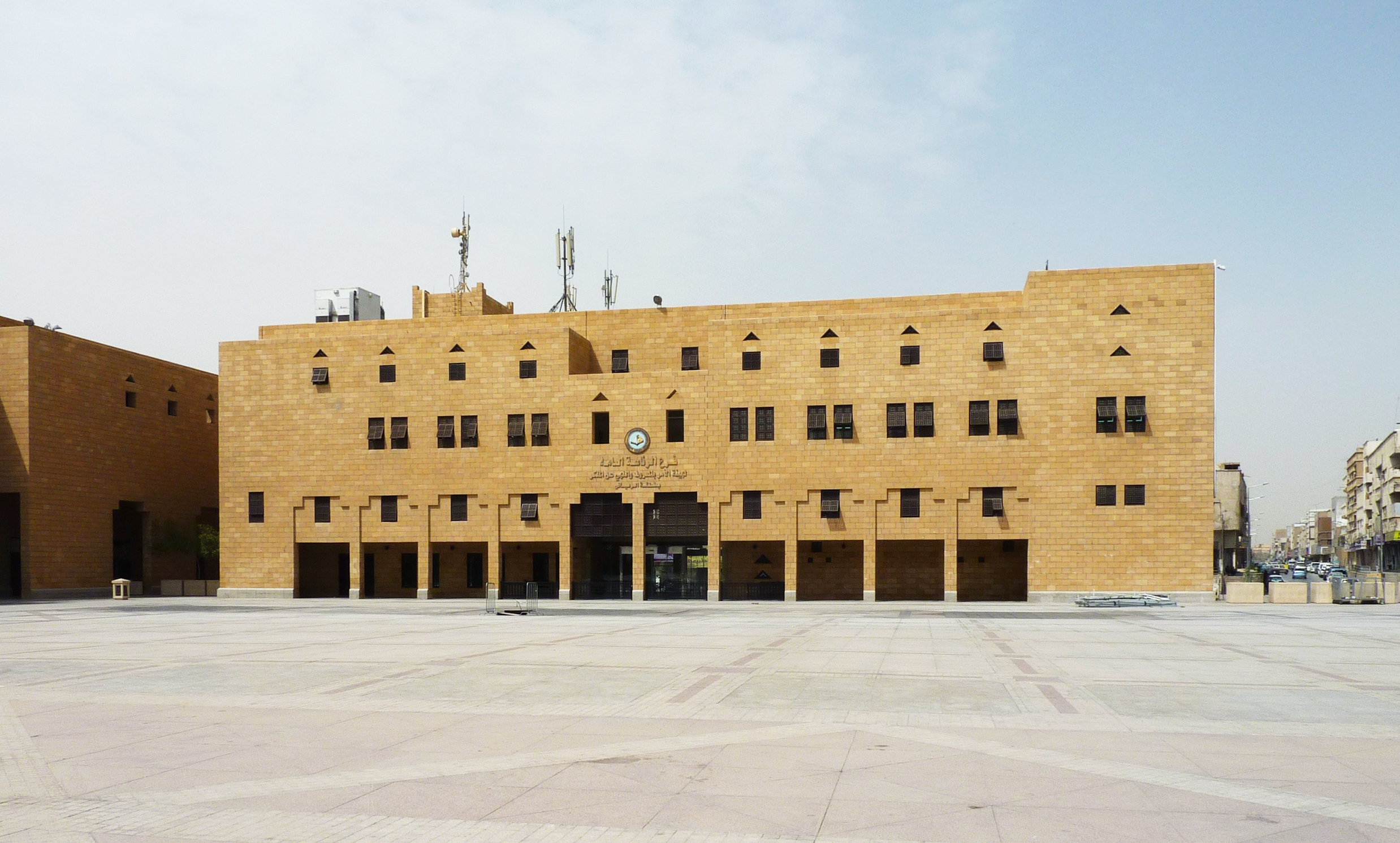
Plaza Dira (o Chop Chop Square), Riad. Escenario de ejecuciones públicas.

Arabia Saudita impone la pena capital, en algunos casos mediante decapitación. La pena de muerte puede ser impuesta por una amplia gama de delitos incluyendo el asesinato, la violación, el robo a mano armada, el uso reiterado de drogas, la apostasía, el adulterio, la brujería o hechicería y puede ser ejecutada mediante decapitación con una espada, lapidación o fusilamiento, seguido de crucifixión.
En el año 2005 hubo 191 ejecuciones, 38 en el año 2006, 153 en el año 2007 y 102 en el año 2008. Para el año 2015, el informe de Amnistía Internacional habla de “decenas”, sin dar precisiones del número exacto de ejecuciones.
Un portavoz de National Society for Human Rights (Asociación Nacional de Derechos Humanos), una organización financiada por el gobierno saudí, expresó que el número de ejecuciones está aumentando porque los índices de criminalidad están aumentando, que los presos reciben un trato humanitario y que las decapitaciones disuaden a la delincuencia, diciendo “Alá, nuestro creador, conoce mejor lo que es bueno para Su pueblo ... ¿Deberíamos sólo pensar en los criminales y preservar sus derechos y no pensar en los derechos de los otros?”
Algunos casos de condenados a la pena capital llegan al conocimiento de la prensa internacional debido a sus características particulares. En los últimos tiempos, tal es, por ejemplo, el caso del jeque Nimr al Nimr, quien inició una campaña -con un discurso basado en la “no violencia”-  solicitando más derechos para la población chiita, fue detenido en el año 2012, acusado de desobediencia, instigación popular, alzamiento armado y apoyar a potencias extranjeras y finalmente sentenciado a muerte en el año 2014. Su sobrino, Ali al-Nimr, fue arrestado en el año 2012 por delitos cometidos en el 2011, cuando solo tenía 17 años de edad. Amnistía Internacional ha realizado una campaña de acción urgente para evitar su ejecución que en estos momentos solo depende de la firma del rey saudí.

## Trabajadores migrantes
Durante el año 2013, las autoridades saudíes intentaron sin éxito regularizar la situación de trabajadores extranjeros irregulares, con el objeto de mejorar la oferta laboral para los trabajadores saudíes. Finalmente, en noviembre de 2013, iniciaron acciones represivas contra los trabajadores migrantes ilegales. Las autoridades saudíes -en algunos casos, con ayuda de ciudadanos- reunieron a un grupo numeroso de trabajadores ilegales y los sometieron a castigos físicos. En marzo de 2014, desde el Ministerio de Interior, se informó que se habían deportado más de 370.000 trabajadores migrantes irregulares y que más de 18.000 permanecían encarcelados.

## Trata de personas
Arabia Saudita es el país de destino de víctimas de la trata de personas con propósitos de servidumbre involuntaria o explotación sexual.
Hombres y mujeres de Bangladés, India, Sri Lanka, Nepal, Pakistán, Filipinas, Indonesia, Sudán, Etiopía, Somalia y varios otros países, viajan voluntariamente a Arabia Saudita como empleados domésticos y otros trabajos de bajo nivel de calificación, pero algunos posteriormente enfrentan condiciones laborales de servidumbre cercanas a la esclavitud.
Las mujeres, principalmente de países de Asia y África son traficadas hacia Arabia Saudita con fines de explotación sexual; otras son secuestradas y forzadas a ejercer la prostitución luego de haber escapado de empleadores abusivos.

### Esclavitud sexual
Algunos hombres saudíes también han contraído legalmente "matrimonios temporales" en países como Mauritania, Yemen e Indonesia, como un medio mediante el cual explotar a trabajadoras migrantes. En dichos países, se les hace creer que están contrayendo seriamente matrimonio a niñas de tan solo siete años de edad, pero a su llegada a Arabia Saudita se convierten posteriormente en esclavas sexuales de sus maridos, se ven obligadas a realizar trabajos domésticos y, en algunos casos, son forzadas a ejercer la prostitución.
Muchas mujeres norteamericanas que han contraído matrimonio con ciudadanos saudíes son sujetas a esclavitud, de modo tal que el marido tiene sobre ellas todos los derechos y atribuciones que otorga la “propiedad”. Una vez fuera de su país, estas mujeres no disponen normalmente de las garantías dadas por las leyes o por las decisiones judiciales.

## Derechos de las mujeres
Las mujeres saudíes enfrentan discriminación en muchos aspectos de su vida, por ejemplo, en el sistema de justicia. Por razones sociales, las mujeres solo representan el 5 % de la fuerza de trabajo en Arabia Saudita, el porcentaje más bajo del mundo. 
El trato de las mujeres ha sido caracterizado como “segregación sexual” y "apartheid de género".
La puesta en marcha de una resolución del gobierno que apoyaba la ampliación de oportunidades laborales para las mujeres, encontró resistencias en el propio Ministerio de Trabajo, en la policía religiosa, y en la población masculina en general.
En muchas partes de Arabia Saudita se cree que el lugar de la mujer es el hogar, cuidando a su esposo y familia, a pesar de lo cual hay algunas mujeres exitosas y alguna de ellas sostienen económicamente a la familia, en lugar del propio marido. Más aún, existe también cierta forma de segregación al interior de los propios hogares, tales como diferentes entradas para hombres y mujeres.
Los derechos de las mujeres son el núcleo de los pedidos de reforma en Arabia Saudita, pedidos que están desafiando el statu quo político del reino. Grupos femeninos locales e internacionales presionan también a los gobiernos en busca de respuestas, aprovechando el hecho de que algunos gobernantes están dispuestos a proyectar una imagen más progresista hacia Occidente.
La presencia en esos grupos de poderosas empresarias -todavía una imagen rara allí- ayuda a que sean escuchadas. Con anterioridad a 2008, a las mujeres no se les permitía entrar en los hoteles o apartamentos amueblados sin un acompañante, carabina o “mahram”.
A partir del Decreto Real del año 2008, la presentación de su documento de identidad es el único requerimiento exigido a las mujeres para su ingreso a un hotel. Del mismo modo que en el caso de cualquier otra persona, el hotel debe dar aviso a la comisaría de policía más cercana informando los datos de la reserva y el tiempo previsto para la estadía. En abril de 2010, se emitió una nueva tarjeta de identidad opcional para mujeres, que les permite viajar entre los países árabes del Golfo. Las tarjetas incluyen GPS de seguimiento, las huellas dactilares y las características de la titular, con lo que resultan difíciles de falsificar. Las mujeres no necesitan autorización masculina para solicitar este documento, pero efectivamente la necesitan para viajar al extranjero. Sus defensores argumentan que las nuevas tarjetas de identidad femeninas permiten a las mujeres llevar a cabo sus actividades con facilidad y evitar falsificaciones cometidas a su nombre. Los detractores arguyen que mediante el GPS el marido controla dónde está su mujer.
Las mujeres pudieron participar por primera vez en la Asamblea Consultiva de Arabia Saudita en el año 2013, ocupando 30 escaños. Más aún, ese año tres mujeres fueron nombradas para ocupar los cargos de vicepresidentas de tres comisiones. La Dra. Thurayya Obeid fue nombrada vicepresidenta del Comité de Derechos Humanos, la Dra. Zainab Abu Talib vicepresidenta del Comité de Información y Cultura y la Dra. Lubna Al-Ansari vicepresidenta del Comité de Salud y Medio Ambiente.
En el año 2013, la Dirección General de Pasaportes permitió a las mujeres saudíes casadas con extranjeros patrocinar a sus hijos, para que los niños puedan tener permisos de residencia (iqamas) con sus madres nombradas como patrocinadoras y tengan el derecho de trabajar en el sector privado en Arabia Saudita, en tanto permanezcan bajo el patrocinio de sus madres. Además, permitió que una madre pueda traer de vuelta a sus hijos desde el extranjero a Arabia Saudita, si los hijos no tienen antecedentes penales. Los hombres extranjeros casados con mujeres saudíes también tienen garantizado el derecho a trabajar en el sector privado de Arabia Saudita, mientras permanezcan bajo el patrocinio de su esposa saudí, con la condición de que en el título en su permiso de residencia (iqamas) esté escrito "marido de una esposa saudí” y que tengan un pasaporte válido que les permita regresar a sus hogares en cualquier momento. De todos modos, las mujeres saudíes casadas con extranjeros aún enfrentan dificultades para transferir su nacionalidad a sus hijos.
También en el año 2013, se registró la primera abogada en la historia de Arabia Saudita.
De acuerdo con “The CIA World Factbook”, el 82,2% de las mujeres saben leer y escribir, en comparación con el 90,8% de alfabetización en los hombres.
En Arabia Saudita parece haber un cierto grado de indefinición en la aplicación de las leyes y normativas, tanto formales como informales, cuando dicha aplicación involucra a mujeres.

### Sistema de tutela masculina
Arabia Saudita mantiene en vigencia el sistema de tutela masculina, mediante el cual, las mujeres no gozan del derecho de tomar decisiones acerca de aspectos de su vida, tales como los relacionados con la educación, la salud, el desarrollo de actividades comerciales, la realización de viajes, el trabajo, la adquisición de ciertos bienes o aún la realización de trámites ante organismos públicos o privados. Estas decisiones deben ser tomadas por el hombre bajo cuya tutela se encuentran: padre, esposo, hermano o, incluso, hijo.
Diversas organizaciones e instituciones internacionales de derechos humanos reiteran sus reclamos en relación con el sistema de tutela masculina, que representa una clara discriminación y subsume a las mujeres en cuanto al ejercicio de derechos elementales, a situaciones similares a las que legalmente corresponden a menores de edad o incapaces, que, justificadamente, requieren la presencia de un tutor.

### Conducción de vehículos
Arabia Saudita era el único país del mundo donde las mujeres no tenían permitido conducir vehículos automotores. La prohibición no estaba incluida en las leyes y estatutos sino que surgió de las disposiciones informales impuestas por los clérigos musulmanes conservadores, también conocidas como “fetua”, cuyo objetivo es mantener las restrictivas tradiciones islámicas relativas a las diferencias de género. Estos puntos de vista pueden variar con el paso del tiempo.
En el año 1990, 47 mujeres saudíes condujeron automóviles por las calles de Riad en protesta contra la prohibición. Esta protesta fue sancionada con posterioridad. "A todas las conductoras y sus maridos, se les prohibió viajar al extranjero durante un año. Las mujeres que tenían puestos de trabajo estatales fueron despedidas. Y desde cientos de púlpitos de mezquitas, fueron acusadas una a una por su nombre, como mujeres inmorales que destruirían la sociedad saudí."
Las mujeres se quejaban de que "no podemos movernos sin un hombre." Muchas no podían pagar chóferes, y los pocos autobuses que operan en las ciudades y pueblos de todo el Reino lo hacen al azar. En 2013, las mujeres comenzaron una campaña para desafiar la prohibición de conducir, que debería tener su manifestación el 26 de octubre de 2013. Sin embargo, el 23 de octubre, en una "poco frecuente y explícita reafirmación de la prohibición", el portavoz del Ministerio del Interior general Mansur al-Turki advirtió: "Es conocido que las mujeres en Arabia Saudita tienen prohibido conducir y las leyes se aplicarán a las infractoras y a aquellos que demuestren su apoyo”. En diciembre de 2014, dos mujeres fueron detenidas y condenadas a casi un mes de prisión por desafiar la prohibición de conducir.
Las mujeres tienen permitido viajar en avión, pero deben ser conducidas al aeropuerto por un chófer masculino.
Una mujer saudí que trabajaba en el vecino Emiratos Árabes Unidos, fue arrestada mientras intentaba entrar en Arabia Saudita. Los oficiales de la frontera retuvieron su pasaporte y se vio obligada a esperar en el límite saudí-EAU sin agua ni comida. Ella afirmaba que su licencia de conducir de EAU es válida en todos los países del golfo, pero las autoridades de la frontera saudí se negaron a reconocer su legitimidad.
El Informe anual 2014/2015 de Amnistía Internacional da cuenta de dos casos de estas características, aportando los nombres de las mujeres afectadas: Loujain Al-Hathloul y Mayssa al Amoudi.
La prohibición que pesaba sobre las mujeres fue eliminada el 24 de junio de 2018, junto con otras disposiciones para congraciarse con la comunidad internacional, permitiendo también desde entonces que las mujeres puedan asistir como espectadoras en los estadios y en el cine, si bien separadas de los hombres ocupando zonas específicas para ellas.

## Discriminación
El gobierno actual de Arabia Saudita con frecuencia ha sido calificado como activo opresor de los musulmanes chiitas, a causa de su adscripción a la ideología Wahabbi que se opone a la fe chiita.
En el año 1988, Abd al-Aziz ibn Baz, el principal líder religioso del país, por medio de fatwas aprobadas, acusó a los chiíes de apóstatas. Otra de Abdullah Ibn Jibreen, miembro del Consejo Superior de Ulemas dice:
”Algunas personas dicen que los rechazantes (Rafidha, es decir, los chiítas) son musulmanes porque creen en Dios y su profeta, oran y ayunan. Pero yo digo que son herejes. Ellos son el enemigo más feroz de los musulmanes, que deben tener cuidado con sus complots. Deberían ser boicoteados y expulsados para que los musulmanes eviten su maldad”
Según el catedrático Vali Nasr, la prédica de Abdullah Ibn Jibreen en cuanto a su odio a la minoría chiita, se reiteró en la literatura religiosa Wahhabi hasta el año 2002.
En el año 2009, el informe de Human Rights Watch señalaba que los ciudadanos chiitas en Arabia Saudita enfrentaban “discriminación sistemática en religión, educación, justicia y empleo”. Concluido el año 2014, la situación no presentaba mejoras sustanciales.
Arabia Saudita no tiene ministros del gabinete, alcaldes o jefes de policía chiitas, a diferencia de otros países con considerables poblaciones chiitas, por ejemplo  Irak y Líbano. Se mantiene a los ciudadanos chiitas fuera de "trabajos críticos" en las fuerzas armadas y los servicios de seguridad y ni una sola de las trescientas escuelas de niñas chiitas en la Provincia Oriental tiene una directora perteneciente a esta minoría.
El columnista paquistaní Mohammad Taqi ha escrito que "el régimen saudí es también muy consciente de que, en el análisis final, los agravios chiítas ... derivan de privaciones socioeconómicas, como resultado de la represión religiosa y la marginación política rayana en el apartheid".

Al dar su testimonio ante el "Cónclave de Derechos Humanos del Congreso de EE.UU." ("Tom Lantos Human Rights Commission"), Ali al-Ahmed, analista saudí especializado en temas políticos y relaciones internacionales de los países del golfo y exdirector del Instituto de Asuntos del Golfo, declaró: 
Arabia Saudita es un claro ejemplo de apartheid religioso. Las instituciones religiosas desde los clérigos del gobierno a los jueces, a los planes de estudios religiosos, y todas las instrucciones religiosas en los medios de comunicación se limitan a la comprensión wahabí del Islam, a la cual se adhiere menos del 40% de la población. El gobierno saudí comunizó el Islam, monopolizando ambos pensamientos y prácticas religiosas. El Islam wahabí es impuesto y aplicado a todos los saudíes, independientemente de sus orientaciones religiosas. La secta wahabí no tolera otras creencias religiosas o ideológicas, musulmanas o no. Todos los símbolos religiosos de los musulmanes, cristianos, judíos y otros creyentes están prohibidos. La embajada saudí en Washington es un ejemplo vivo de apartheid religioso. En sus 50 años, no ha habido un solo diplomático musulmán no sunita en la embajada. La sede de la “Imam Mohamed Bin Saud University” en Fairfax (Virginia) instruye a sus alumnos que el Islam chiita es una conspiración judía.”

Ubicación de la Provincia Oriental, en Arabia Saudita.

En noviembre de 2014 en la localidad de al-Dalwah, en la provincia oriental de Al-Ahsa, tres hombres armados y enmascarados desconocidos abrieron fuego en una Husseiniya, o centro religioso chiita, matando a ocho personas e hiriendo a otras decenas.
Mientras el gobierno, los medios de comunicación y las autoridades religiosas oficiales condenaban enérgicamente el ataque, un puñado de artículos en la prensa saudí argumentaron que el ataque "no había surgido de la nada", que en el reino había incitación anti-chiita impulsada por el "establishment religioso, predicadores e incluso profesores universitarios … y que esto estaba en aumento".
El gobierno saudí ha negado a profesores y estudiantes chiitas la autorización para disponer de un día libre en la escuela para participar de las actividades del día de Ashura, una de las fechas religiosas más importantes para los musulmanes chiitas, que conmemora el martirio de Husayn ibn Ali, nieto de Mahoma. En 2009, durante los comienzos de la conmemoración del día de Ashura, los líderes religiosos y comunitarios chiitas fueron arrestados por sus manifestaciones contra el gobierno y los wahabíes.
Los chiitas no tienen permitida la construcción de mezquitas y otros centros religiosos. En la ciudad oriental de Al-Khobar, cuya población es predominantemente chiita, las mezquitas y centros de oración fueron cerrados por algún tiempo a partir de julio de 2008 debido a las actividades políticas, pero fueron reabiertos pasado un tiempo. A septiembre de 2009, existían 81 mezquitas chiitas en Al Khobar. La policía religiosa saudita ordena los creyentes y todas las personas que se encuentren en los edificios públicos durante las horas de oración, detengan lo que están haciendo para rezar. Debido a que hay pequeñas diferencias entre la forma y los tiempos de oración entre chiitas y sunitas, los chiitas se ven obligados a rezar al modo sunita o bien a interrumpir el trabajo.
En el año 2009 un grupo de chiitas que se dirigían a La Meca a realizar la peregrinación hajj (uno de los cinco pilares del Islam que todos los musulmanes sanos deben realizar por lo menos una vez en la vida), fueron detenidos por la policía religiosa saudita debido a su supuesta participación en una protesta contra el Gobierno. Un peregrino de quince años de edad, recibió un disparo en el pecho y un desconocido apuñaló a un jeque chiita.
La policía religiosa arrestó a mujeres chiitas en la Provincia Oriental por asuntos triviales, como la organización de clases de estudios coránicos y venta de ropa para ceremonias religiosas. Estas mujeres fueron acusadas de estar involucradas en actividades políticas no permitidas en el Reino de Arabia Saudita.
Los peregrinos chiitas van al cementerio Jannat Al Baqi (en Medina), principalmente para visitar las sepulturas de Fátima az-Zahra (hija del profeta) y “Ahl al-Bayt” (en el sentido “familiares del profeta”) que están enterrados allí, pero no realizan ninguna visita a otros grandes Sahabas (“personas cercanas al profeta”) del Islam. Se produjeron muchos incidentes debido a que los chiitas no respetan todas las normas del lugar, lo que suele dar como resultado arrestos o detenciones, normalmente muy breves. Los chiitas y algunas otras ramas del islamismo como los Hanafíes, Barelvíes o ismaelitas suelen rezar cerca de las tumbas de Ahl al-Bayt, pero en el movimiento wahabí este acto es considerado como Shirk, equivalente a idolatría, es decir una conducta herética. En Arabia Saudita, la mayoría sunita que representa la rama del islam llamada wahabismo, (de la cual forma parte la familia real) no permite prácticas como orar cerca de las tumbas de Ahl al-Bayt, en Jannat Al Baqi.
El material religioso de la rama Wahabi es la base de la mayor parte de los textos educativos en Arabia Saudita. Desde temprana edad, se les enseña a los niños que los chiitas no son musulmanes y que el chiismo es una conspiración urdida por los judíos, por lo cual, los chiitas merecen la muerte. Estudiosos wahabíes vinculados al gobierno, como Abdulqader Shaibat al-Hamd, han proclamado en la radio estatal que los musulmanes sunitas no deben "comer su comida, casarse con ellos, o enterrar a sus muertos en los cementerios".
El gobierno ha restringido los nombres que los chiitas pueden elegir para sus hijos en un intento de disuadirlos de mostrar su identidad. Los libros de texto sauditas son hostiles al chiismo, a menudo caracterizando esa creencia como una forma de herejía peor que el cristianismo y el judaísmo.
Las actitudes discriminatorias anti-chiitas están arraigadas desde una edad temprana y se transmiten de generación en generación. Este prejuicio se encuentra no solo en los libros de texto sino también en los maestros y profesores y aún en los claustros universitarios. A menudo, maestros wahabíes al frente a una clase llena de jóvenes escolares, dicen que los chiitas son herejes. Los maestros que proclaman que los chiitas son ateos y merecen la muerte no han enfrentado ninguna consecuencia por sus actos, o apenas han recibido alguna penalización. En un seminario acerca de Internet, que tuvo lugar en la Ciudad de la Ciencia y Tecnología Rey Abdulaziz, el profesor Dr. Bader Hmood Albader explicó los beneficios de internet para la sociedad, pero al mismo tiempo señaló que había muchos sitios web chiitas proclamando ser sitios web de musulmanes, lo que era necesario detener.
En la esfera laboral saudita existe también un alto grado de discriminación. Los chiitas no pueden ser maestros o profesores en temas religiosos, siendo estas materias casi la mitad del contenido de los cursos de la educación secundaria. Los chiitas no pueden tener cargos directivos en escuelas. Algunos chiitas se han convertido en profesores universitarios, pero a menudo enfrentan discriminación tanto por parte de estudiantes como de otros colegas profesores. Los chiitas son descalificados como testigos en los tribunales, debido a que las autoridades saudíes sunitas citan la práctica chiita de la “Taqiyya”, según la cual está permitido mentir en situaciones de temor o de riesgo significativo de persecución. Además, los chiitas no pueden ser jueces de tribunales ordinarios, tienen vedado el ingreso a las academias militares, los puestos gubernamentales o de seguridad de alto rango y no pueden ser pilotos de líneas aéreas de Arabia Saudita.
Amir Taheri, autor conservador de origen iraní focalizado en asuntos de Oriente Medio, cita a un hombre de negocios chiita de Dhahran que expresa: ”No es normal que en este reino no haya chiitas oficiales del ejército, ministros, gobernadores, alcaldes o embajadores. Esta forma de apartheid religioso es tan intolerable como el apartheid basado en la raza".
Human Rights Watch informa que los chiitas quieren ser tratados como iguales y desean no sufrir discriminación. Sin embargo, la minoría chiita sigue marginada en gran medida.

## Libertad de religión y credo

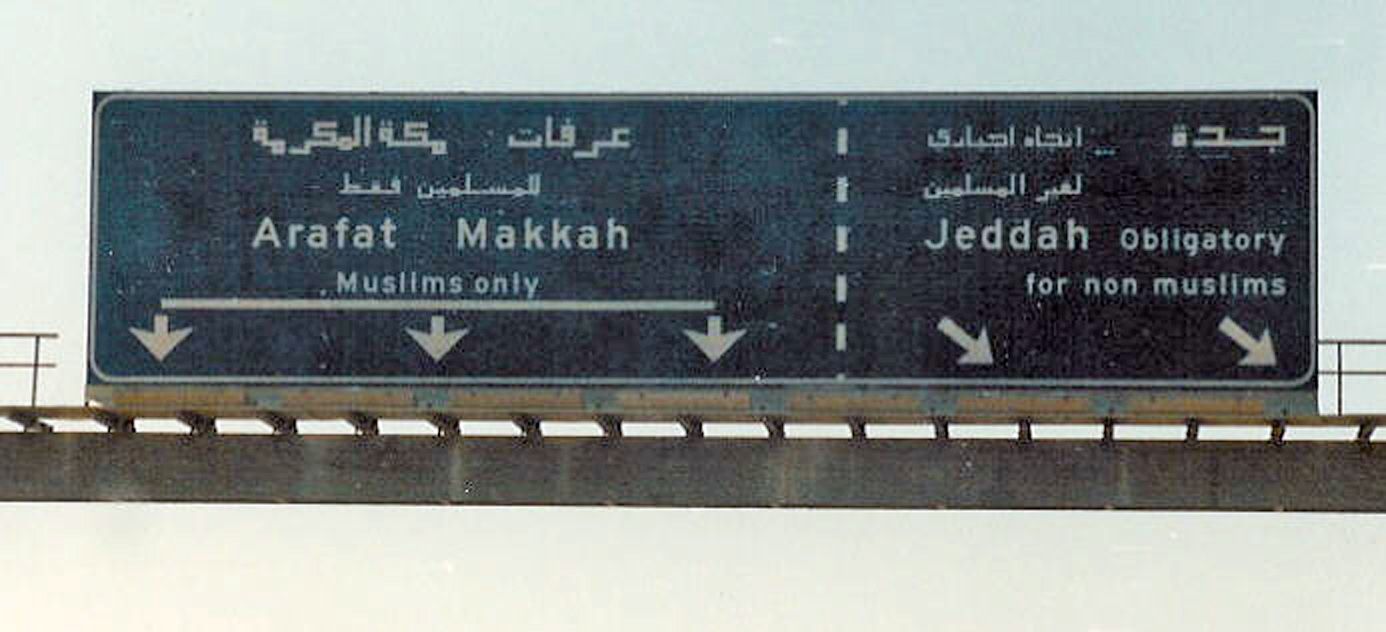
Una señal de tránsito indica la restricción de ingreso a La Meca para los no musulmanes

La legislación de Arabia Saudita no reconoce la libertad religiosa. La práctica pública de credos no musulmanes está prohibida de modo específico. Ninguna ley requiere específicamente que los ciudadanos sean musulmanes, pero el artículo 12.4 de la Ley de Naturalización exige a los solicitantes que den fe de su afiliación religiosa y el artículo 14.1 de la misma ley exige a los solicitantes obtener un certificado avalado por su clérigo local. El Gobierno ha declarado que el Corán y la Sunna (tradición) del profeta Mahoma son la Constitución nacional. Ni el Gobierno ni la sociedad en general, acepta el concepto de separación de la religión y el estado y en la realidad tal separación no existe. El sistema legal se basa en la sharia (ley islámica), con tribunales que fundamentan sus juicios en gran medida en un código derivado del Corán y la Sunna. Según Human Rights Watch, Arabia Saudita "discrimina sistemáticamente a sus minorías religiosas musulmanas, en particular, los chiitas y los ismaelitas", pero el Gobierno permite a musulmanes chiitas utilizar su propia tradición jurídica para juzgar casos no criminales al interior de su comunidad.
Otras minorías religiosas, tales como cristianos o judíos, también son víctimas de discriminación y agresiones producto de su creencia religiosa. La práctica abierta religiosa de los no musulmanes, incluyendo la distribución de materiales religiosos como la Biblia, es ilegal. En diciembre de 2012, la policía religiosa saudí detuvo a más de 41 personas después de asaltar una vivienda en la provincia de saudita de al-Jouf. Fueron acusados de "conspirar para celebrar la Navidad", según un comunicado fechado el 26 de diciembre publicado por las fuerzas policiales.
El 26 de diciembre de 2013, el Consejo de Derechos Humanos de la Asamblea General de Naciones Unidas publicó el Informe del Grupo de Trabajo sobre el Examen Periódico Universal, correspondiente a Arabia Saudita. En dicho informe, el representante de Arabia Saudita afirmó que las leyes de su país condenan la discriminación religiosa. Afirmó además que siendo el islam la norma suprema del reino y dado que la sharia prohíbe las acciones de discriminación religiosa, consideraba que la implementación de tales normas por parte de las autoridades no representaba violación alguna de los derechos de las minorías.
En el mismo informe se incluyen las expresiones de representantes de 5 países respecto del tema,  entre otras relacionadas con otros aspectos de la deliberación.
Estas conclusiones o recomendaciones, según aclara el mismo informe, deben entenderse como la posición de cada país y no la del cuerpo en su conjunto, no obstante lo cual, parecen resumir la preocupación de varios países por la vulneración o violación de derechos a la libertad de culto en Arabia Saudita.

### ”Magia y hechicería”
Según Sarah Leah Whitson, directora para Oriente Medio de Human Rights Watch en 2009, "los jueces saudíes han castigado duramente a 'brujas' confesas por lo que, en el peor de los casos, parece ser fraude, pero bien pueden haber sido actos inofensivos." En 2009, el "Comité para la Promoción de la Virtud y la Prevención del Vicio", o “policía religiosa” de Arabia Saudita estableció una "Unidad Anti-Brujería" especial para educar al público, investigar y combatir la brujería.
Entre las personas ejecutadas en Arabia Saudita por el delito de “magia y hechicería” -y a menudo por otros delitos- se cuentan
Mustafa Ibrahim, farmacéutico egipcio decapitado en Riad en 2007;
Muree bin Ali bin Issa al-Asiri, se hallaron talismanes en su poder y fue ejecutado en la región de Najran en junio de 2012;
Amina bin Salem Nasser, ejecutada en diciembre de 2011 en Al Jawf;
Abdul Hamid Bin Hussain Bin Moustafa al-Fakki, un trabajador migrante sudanés ejecutado en un estacionamiento de autos en Medina el 20 de septiembre de 2011;
y Mohammed bin Bakr al-Alawi, ciudadano saudí ejecutado en agosto de 2014 en Al Jawf.
Muchos condenados por el delito de magia reciben castigos menores como azotes o prisión. En 2011, la "Unidad Anti-Brujería" procesó más de 586 casos por delitos de magia. En 2012 hubo 215 arrestos realizados este delito. La mayor parte de estos procesados son trabajadores domésticos extranjeros procedentes de África e Indonesia. Los trabajadores domésticos extranjeros, que traen sus costumbres religiosas o sus tradiciones populares, son afectados de un modo desproporcionado por la campaña contra la brujería acuerdo con los investigadores Adam Coogle y Cristoph Wilcke de Human Rights Watch. Las autoridades sauditas consideran que ciertas prácticas de la cultura popular son "una especie de hechicería o brujería" y como la creencia en la brujería esta generalizada, los empleadores saudíes la pueden invocar como argumento de defensa en los tribunales de la Sharia, cuando los trabajadores se quejan de maltrato. Human Rights Watch considera que la condena del ciudadano sirio, Abd al-Karim al-Naqshbandi Mara'I, ejecutado en 1996 por el delito de práctica de obras de magia y hechicería y la posesión de una colección de libros politeístas y supersticiosos fue realmente el resultado de una disputa con su empleador, el príncipe Salman bin Saud bin Abd al`Aziz, sobrino del rey Fahd.
Ali Hussain Sibat, un ciudadano libanés conductor de un programa de televisión de adivinación y predicciones muy popular, fue arrestado en un viaje a Arabia Saudita en el año 2008, sentenciado a muerte y finalmente liberado en algún momento entre 2011 y 2012. El caso fue ampliamente difundido en la prensa internacional.

## Libertad de prensa y comunicación
Los medios de comunicación de audio, video o prensa escrita, incluida televisión, radiodifusión y recepción de internet reciben una fuerte censura por parte del gobierno saudita a los efectos de prevenir la difusión de contenidos de oposición política o de cualquier naturaleza que en opinión de las autoridades resulte ofensivo a la cultura wahabí o a la moral islámica.
En diciembre de 2007, el conocido bloguero y analista político saudita Fouad al-Farhan fue encarcelado por publicar comentarios críticos a figuras empresarias, religiosas y mediáticas, lo que significó que el gobierno intensificara su políticas de censura a internet al interior de sus fronteras. Finalmente, fue liberado el 26 de abril de 2008.
Las redes sociales están cada vez más bajo el escrutinio del gobierno, que busca hacer frente a los temas "prohibidos".
En 2010 un hombre saudí fue multado y se lo condenó con un tiempo de cárcel por su producción de un vídeo sexualmente sugestivo publicado en YouTube. Ese mismo año, otro hombre también fue encarcelado y condenado a pagar una multa por jactarse de su vida sexual en un programa televisivo.
“D+Z”, una revista dedicada a temas de desarrollo, informa de que cientos de personas fueron detenidas con el objeto de limitar su libertad de expresión. Muchos de estos individuos fueron detenidos sin juicio y en secreto. También se constató que la tortura de esos prisioneros fue frecuente.
El caso de Raif Badawi, fundador y editor de un sitio web dedicado a la discusión de temas religiosos -comentado anteriormente- resulta un claro ejemplo de las consecuencias derivadas del ejercicio de la libertad de expresión.
El novelista saudí y analista político Turki al-Hamad fue arrestado el 24 de diciembre de 2012 después de una serie de tuits sobre religión y otros temas. La detención fue ordenada por el ministro del Interior, el príncipe saudita Mohammed bin Nayef, sin embargo los cargos contra al-Hamad no fueron dados a conocer. Posteriormente,  al-Hamad fue liberado.
En julio de 2015, Waleed Abu-al Khair, destacado abogado de derechos humanos, fundador de Monitor de Derechos Humanos en Arabia Saudita y beneficiario del Premio Olof Palme del año 2012 por acciones vinculadas a los derechos humanos, fue sentenciado a 15 años de prisión por un tribunal penal especial en Riad por el cargo de "ofensas".
En el informe publicado por el Consejo de Derechos Humanos de la Asamblea General de Naciones Unidas el 26 de diciembre de 2013, titulado "Informe del Grupo de Trabajo sobre el Examen Periódico Universal", correspondiente a Arabia Saudita, el representante del reino afirmó la relatividad de los derechos vinculados a la libertad de expresión.

## Libertad política
La década de 1990 marcó un período de paulatina liberalización política en el reino, a partir de la creación de una constitución escrita y de la institución de asesoramiento Asamblea Consultiva de Arabia Saudita. Esta Asamblea está constituida por eruditos y profesionales sauditas que disponen de autorización para aconsejar al rey. 
Algunos líderes políticos disidentes fueron liberados de prisión, después de haber aceptado disolver sus partidos políticos. En el año 2005, se permitió que los ciudadanos varones adultos votaran en elecciones por algunos cargos municipales. Se han postergado indefinidamente los planes para elecciones futuras que pudieran incluir a las mujeres adultas.
Los sindicatos también están prohibidos, pero el gobierno ha otorgado permiso a los ciudadanos saudíes para formar algunas sociedades privadas, autorizadas a realizar ciertas tareas humanitarias.
Están prohibidas las manifestaciones o cualquier acto público organizado por disidentes políticos. En abril de 2011, el reino dictaminó que constituye delito la publicación de cualquier crítica que dañe la reputación de líderes gubernamentales o religiosos, o que perjudique los intereses del Estado.
A fines de septiembre de 2015, se realizó en EE. UU. una reunión de más de 100 líderes mundiales, con el objeto de discutir la aplicación en cada país de la Resolución 2178 de la ONU, mediante la cual se establecían las pautas internacionales para la lucha contra combatientes terroristas. Dado que cada país firmante de dicha resolución tenía amplio margen de actuación, se encontró que con frecuencia sucedían, o era posible que sucediera, abusos a los derechos humanos. Arabia Saudita, mediante su ley y decretos antiterroristas del 2014, castigaba como acto terrorista prácticamente cualquier expresión o actuación de disidencia política.

### Presos políticos
Los disidentes han sido detenidos como presos políticos durante las últimas tres décadas. Las protestas y las sentadas en demanda de la liberación de los presos políticos tuvieron lugar durante las protestas saudíes del 2011-2012 en muchas ciudades de Arabia Saudita.
Las fuerzas de seguridad reprimieron con disparos al aire una protesta frente a la prisión de Al-Ha'ir el 19 de agosto de 2012. 
Las estimaciones realizadas en el año 2012 del número de prisioneros políticos encarcelados en la prisión de Mabahith variaron entre cero, según la opinión del Ministro del Interior y 30 mil según la “Comisión Islámica de Derechos Humanos”, con base en el Reino Unido y la BBC.

## Apátridas
Se estima que hay 70.000 personas apátridas en Arabia Saudita, también conocidas como Bidunes. Esta situación se debe, en parte, a que la legislación impide que las mujeres transmitan su nacionalidad a sus hijos.
En los últimos años, Arabia Saudita, entre varios otros países de la península arábiga, ha realizado mejoras, si bien no sustanciales, en sus políticas vinculadas a la nacionalidad. Arabia Saudita ha incorporado a su legislación algunas normas para facilitar la nacionalización de personas extranjeras que hayan brindado servicios al reino. Estas normas, sin embargo, parecen orientarse a la situación de técnicos o profesionales, requeridos para el desarrollo de actividades en el marco del crecimiento económico del país. Resulta poco probable que grupos vulnerables de personas indocumentadas se vean beneficiados por estas disposiciones.

## Organizaciones de derechos humanos
El “Comité para la Defensa de los Derechos Humanos en la Península Arábiga” es una organización de derechos humanos que comenzó a funcionar en Arabia Saudita en el año 1992.
La “Primera Sociedad de Derechos Humanos”, ONG fundada en el año 2002, continúa desarrollando su actividad de modo informal dado que hasta el momento no ha obtenido su licencia oficial.
En el año 2004 fue creada la “Sociedad Nacional para los Derechos Humanos”, vinculada al gobierno de Arabia Saudita. La mayoría de los miembros de su comisión directiva pertenecen al “establishment religioso y político”, según palabras de John R. Bradley, escritor y periodista británico especializado en temas de Medio Oriente.
La “Asociación para la Protección y Defensa de los Derechos de la Mujer en Arabia Saudita” fue fundada en el año 2007 y aún no fue reconocida oficialmente.
La “Asociación Saudí de Derechos Civiles y Políticos” (ACPRA) fue creada en el año 2009. Uno de sus fundadores, Mohammed Saleh al-Bejadi fue arrestado arbitrariamente por la agencia de seguridad interna (Mabahith) el 21 de marzo de 2011, en el marco de las protestas que se desarrollaron en Arabia Saudita en el año 2011. Al-Bejadi fue acusado en agosto de 2011 por “insurrección contra el soberano, instigar manifestaciones, y hablar con los medios de comunicación extranjeros”. Otro cofundador, Mohammad Fahad al-Qahtani, fue acusado en junio de 2012 por sus actividades vinculadas a los derechos humanos. Al finalizar el año 2014, más de una decena de miembros de la organización permanecían sometidos a prisión o enfrentando situaciones judiciales.
Dieciséis personas que trataron de crear una organización de derechos humanos en 2007 fueron detenidas en febrero de 2007, acusadas en agosto de 2010 y condenadas el 22 de noviembre de 2011 por "formación de una [organización] secreta, intento de hacerse con el poder, incitación contra el Rey, financiamiento del terrorismo y lavado de dinero" y condenado por el Tribunal Penal Especializado de 5-30 años de prisión, seguidos de prohibición de viajar. Los acusados apelaron la sentencia el 22 de enero de 2012.
La “Sociedad para el Desarrollo y el Cambio” fue creada en septiembre de 2011 y trabaja por la igualdad de derechos de los chiitas en la Provincia Oriental La organización demanda por la constitución y las elecciones legislativas para la Provincia Oriental.
Las organizaciones de derechos humanos internacionalmente reconocidas sufren impedimentos para desarrollar sus acciones, a raíz de las prohibiciones y restricciones de las leyes vigentes en el reino.

## Derechos de LGBT
Arabia Saudita no reconoce los derechos del colectivo LGBT. La homosexualidad es con frecuencia un tema tabú en la sociedad saudí y está castigada con penas de prisión, castigo corporal e incluso pena capital. La transexualidad se asocia generalmente con la homosexualidad. 
La Asociación Internacional de Gays y Lesbianas (ILGA, por sus siglas en inglés) informa que en el reino de Arabia Saudita no está reconocido ninguno de los derechos vinculados a sus reclamos específicos y constituyen delitos penados por la ley las relaciones sexuales entre personas del mismo sexo y el travestismo, por ejemplo.
La posición de las autoridades de Arabia Saudita respecto de los derechos de la comunidad LGBT parece no sufrir cambios con el correr del tiempo y aún parece extenderse y reafirmarse, según surge de las declaraciones de Faisal bin Hasan Trad, representante de Arabia Saudita en la ONU.

## VIH/sida
Por ley, todos los ciudadanos saudíes que están infectados con el VIH o el sida tienen derecho a la atención médica gratuita y la protección de su privacidad y oportunidades de empleo. Sin embargo, la mayoría de los hospitales no tratan a los pacientes que están infectados y muchas escuelas y hospitales son reacios a distribuir la información del gobierno acerca de la enfermedad debido a los fuertes tabúes y estigmas que se asocian a la forma de transmisión del virus.
Cualquier extranjero que se descubra que está infectado con VIH, el virus que causa el sida (o, de hecho, cualquier otra condición médica grave), es deportado a su país de origen.

## Tratados internacionales
La Oficina del Alto Comisionado para los Derechos Humanos de Naciones Unidas, publica la información en relación con los principales tratados internacionales.
| Tratado | Estado       |
| CAT - Convención contra la tortura y otros tratos o penas crueles, inhumanos o degradantes                                                                                       | Adhesión     |
| - CAT-OP - Protocolo Facultativo de la Convención contra la tortura y otros tratos o penas crueles, inhumanos o degradantes                                                      | Sin acción   |
| CCPR - Pacto Internacional de Derechos Civiles y Políticos | Sin acción   |
| - CCPR-OP1 - Primer Protocolo Facultativo del Pacto Internacional de Derechos Civiles y Políticos                                                                                | Sin acción   |
| - CCPR-OP2-DP - Segundo Protocolo Facultativo del Pacto Internacional de Derechos Civiles y Políticos destinado a abolir la pena de muerte                                       | Sin acción   |
| CED - Convención Internacional para la protección de todas las Personas contra las Desapariciones Forzadas                                                                       | Sin acción   |
| CEDAW - Convención sobre la eliminación de todas las formas de discriminación contra la mujer                                                                                    | Ratificación |
| - CEDAW-OP - Protocolo Facultativo de la Convención sobre la eliminación de todas las formas de discriminación contra la mujer                                                   | Sin acción   |
| CERD - Convención Internacional sobre la Eliminación de todas las Formas de Discriminación Racial                                                                                | Adhesión     |
| CESCR - Pacto Internacional de Derechos Económicos, Sociales y Culturales | Sin acción   |
| - CESCR-OP - Protocolo Facultativo del Pacto Internacional de Derechos Económicos, Sociales y Culturales                                                                         | Sin acción   |
| CMW - Convención internacional sobre la protección de los derechos de todos los trabajadores migratorios y de sus familiares                                                     | Sin acción   |
| CRPD - Convención Internacional sobre los Derechos de las Personas con Discapacidad                                                                                              | Adhesión     |
| - CRPD-OP - Protocolo Facultativo de la Convención sobre los Derechos de las Personas con Discapacidad                                                                           | Adhesión     |
| CRC - Convención sobre los Derechos del Niño | Adhesión     |
| - CRC-OP-IC - Protocolo facultativo de la Convención de los derechos del Niño | Sin acción   |
| - CRC-OP-AC - Protocolo facultativo de la Convención sobre los Derechos del Niño relativo a la participación de niños en los conflictos armados                                  | Adhesión     |
| - CRC-OP-SC - Protocolo facultativo de la Convención sobre los Derechos del Niño relativo a la venta de niños, prostitución infantil y la utilización de niños en la pornografía | Adhesión     |

En el Informe del Grupo de Trabajo sobre el Examen Periódico Universal - Arabia Saudita del 26 de diciembre de 2013, del Consejo de Derechos Humanos de la ONU, se expresó reiteradamente la firme recomendación de que el reino de Arabia Saudita se adhiera y ratifique los tratados internacionales que a la fecha del informe no lo tenían como signatario. Pasados casi dos años de aquellas recomendaciones, la situación no ha presentado mejoras significativas.